# Uleastrum octoblephare
Uleastrum octoblephare là một loài rêu trong họ Orthotrichaceae. Loài này được (A. Jaeger) R.H. Zander mô tả khoa học đầu tiên năm 1993.